# San Filippo del Mela
San Filippo del Mela é uma comuna italiana da região da Sicília, província de Messina, com cerca de 6.952 habitantes. Estende-se por uma área de 9 km², tendo uma densidade populacional de 772 hab/km². Faz fronteira com Merì, Milazzo, Pace del Mela, Santa Lucia del Mela.

## Demografia
| Variação demográfica do município entre 1861 e 2011                               |
|                                                                                   |
| Fonte: Istituto Nazionale di Statistica (ISTAT) - Elaboração gráfica da Wikipedia |